# صدا! یوفونیوم
صدا! یوفونیوم (به انگلیسی: Sound! Euphonium) مجموعه رمان ژاپنی نوشته آیانو تاکدا است. از این اثر یک مانگا اقتباس شده که بین سال‌های ۲۰۱۴ و ۲۰۱۶ منتشر شده و سه فصل مجموعه تلویزیونی انیمه ساخته استودیو کیوتو انیمیشن از سال ۲۰۱۵ تا ۲۰۲۴ نیز پخش شده است. داستان دربارهٔ یک کلوب موسیقی در دبیرستان کیتاوجی واقع در اوجی، کیوتو است که یک گروه ارکستر بادی تحت فشار زیاد مدرسه، پیشرفت می‌کند.

## داستان
کلوب موسیقی دبیرستان کیتاوجی زمانی در سطح مسابقات کشوری شرکت کرده بود و به قهرمانی دست یافته بود اما پس از تغییر مشاور باشگاه، این گروه حتی در مسابقات مقدماتی شکست خوردند. با این حال، به لطف دستورالعمل‌های دقیق مشاور تازه منصوب شده، دانش آموزان به‌طور پیوسته در حال پیشرفت هستند. دعوا بین گروه زیاد می‌شود که چه کسی تکنواز بزند در نهایت برخی از دانش‌آموزان کلوب را ترک می‌کنند تا به تحصیل بپردازند در حالی که اعضای باقی مانده سخت تلاش می‌کند تا به مسابقات کشوری برسد.